# 里科港 (梅塔省)
2°56′18″N 73°12′30″W / 2.93833°N 73.20833°W
里科港（西班牙語：Puerto Rico），是哥倫比亞的城鎮，位於該國東南部梅塔省，距離比亞維森西奧227公里，面積3,431平方公里，海拔高度210米，2005年人口17,404，人口密度每平方公里5.07人。